# Oherville
Oherville ist eine französische Gemeinde mit 233 Einwohnern (Stand: 1. Januar 2022) im Département Seine-Maritime in der Region Normandie (vor 2016 Haute-Normandie). Sie gehört zum Arrondissement Dieppe (bis 2017 Le Havre) und zum Kanton Saint-Valery-en-Caux (bis 2015 Ourville-en-Caux).

## Geographie
Oherville liegt etwa 50 Kilometer nordwestlich von Rouen. Umgeben wird Oherville von den Nachbargemeinden Grainville-la-Teinturière im Norden und Nordwesten, Bosville im Norden, Veauville-lès-Quelles im Nordosten, Carville-Pot-de-Fer im Osten und Südosten, Robertot im Süden und Südosten, Sommesnil im Süden und Südwesten sowie Le Hanouard im Westen.

## Bevölkerungsentwicklung
| Jahr                      | 1962 | 1968 | 1975 | 1982 | 1990 | 1999 | 2006 | 2013 |
| Einwohner                 | 205  | 186  | 168  | 170  | 164  | 160  | 175  | 224  |
| Quelle: Cassini und INSEE |      |      |      |      |      |      |      |      |

## Sehenswürdigkeiten
- Kirche Notre-Dame

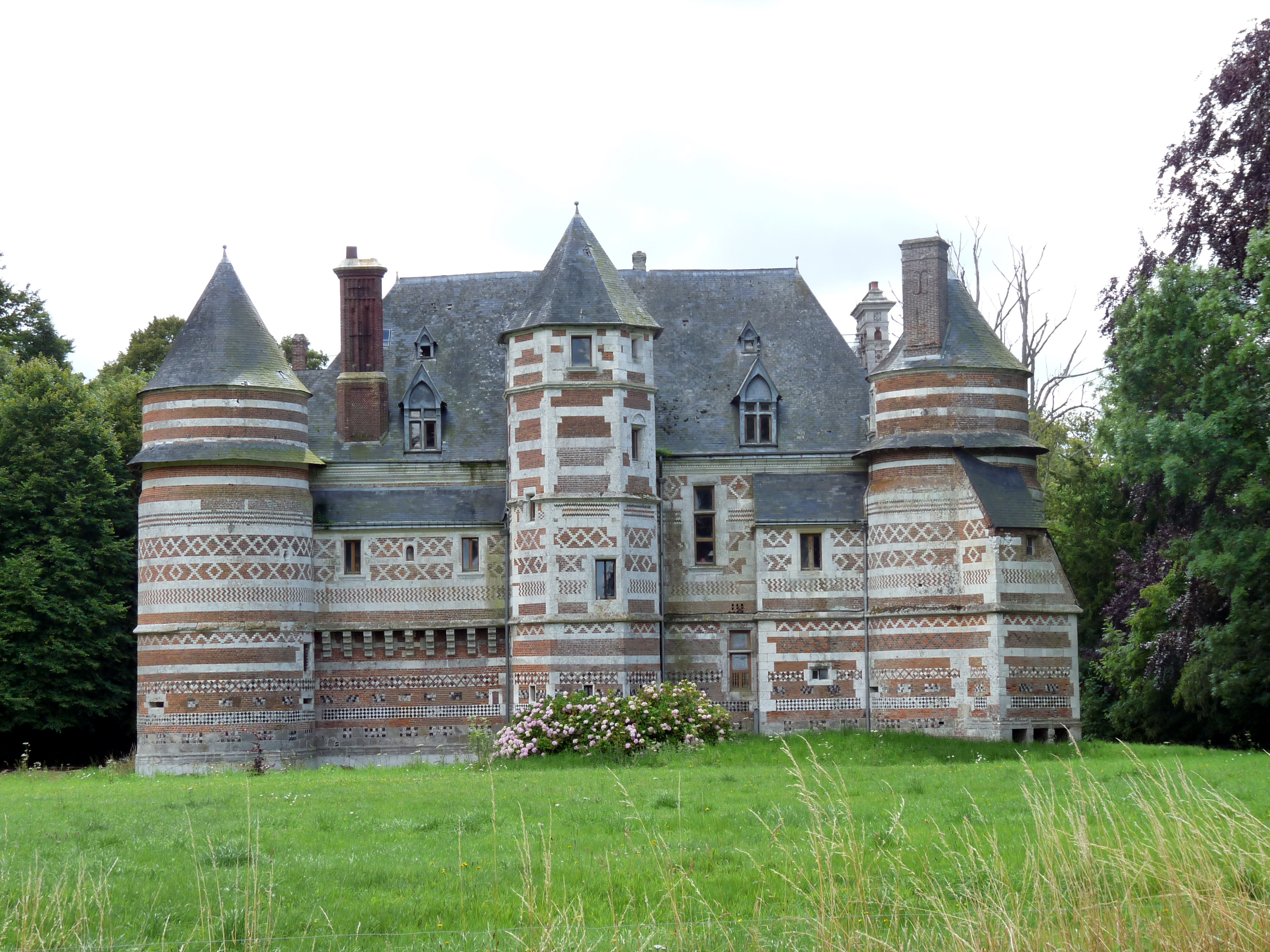
Herrenhaus Auffray

- Herrenhaus Auffray aus dem 15. Jahrhundert, seit 1932 Monument historique